# Maxus G20
Maxus G20 — минивэн, запущенный в продажу на китайском рынке в апреле 2019 года. Дебютировал на Шанхайском автосалоне. Внешне G20 идентичен выпущенному в 2014 году Maxus G10, но в то же время имеет переработанный интерьер и экстерьер.

## Описание
Maxus G20 выпускается в комплектациях Luxury, Luxury Executive и Deluxe. Автомобиль оснащается 2,0-литровым бензиновым двигателем с турбонаддувом и непосредственным впрыском топлива. Мощность составляет 160 кВт (215 л. с.), а крутящий момент — 350 Н⋅м. Также устанавливается 2,0-литрвоый дизельный двигатель с турбонаддувом мощностью 120 кВт (161 л. с.) и крутящим моментом 375 Н⋅м. Каждый двигатель сочетается в паре с восьмиступенчатой автоматической трансмиссией. Цена варьируется от 183800 до 289800 юаней.
На Шанхайском автосалоне была представлена версия G20, работающая на водородных топливных элементах — G20FC. Мощность двигателя составляет 150 кВт (201 л. с.), запас хода варьируется до 550 км, а время заправки составляет 5 минут. G20FC является первым в мире многоцелевым транспортным средством на топливных элементах.

## Maxus Euniq 7 (2020—2023)
Maxus Euniq 7 является подзаряжаемым гибридным автомобилем, выпускавшимся с 2020 по 2023 год.

## Maxus Mifa (2022)
Maxus Mifa является второй версией G20 на водородных топливных элементах.